# Бальтазар, Ханс Урс фон
Ханс Урс фон Бальтазар (нем. Hans Urs von Balthasar; 12 августа 1905, Люцерн, Швейцария — 26 июня 1988, Базель, Швейцария) — швейцарский католический теолог и священник-иезуит. 
Профессор, член-корреспондент Британской академии (1973), иностранный член французской Академии моральных и политических наук (1974).

## Биография
Родился Ханс Урс фон Бальтазар в Люцерне 12 августа 1905 года в католической семье. С детства интересовался литературой и музыкой. Среднее образование получил в иезуитской школе (Фельдкирх, Австрия). Изучал германистику и философию в университетах Цюриха, Берлина и Вены. В Цюрихе с отличием (summa cum laude) защитил докторскую диссертацию История эсхатологической проблемы в современной немецкой литературе (1928 год). В 1929 году стал послушником ордена иезуитов. В 1933—1937 годах изучал теологию на иезуитском теологическом факультете в Лионе (Лион-Фурвьер), где познакомился с французским теологом Анри де Любаком (1896—1991). В 1936 году в Мюнхене был возведён кардиналом Фаульхабером в священнический сан. Вместе с Анри де Любаком и Йозефом Ратцингером основал теологический журнал Communio.

## Кардинал
В мае 1988 года Папа римский Иоанн Павел II объявил, что намерен возвести Ханса Урса фон Бальтазара в сан кардинала-дьякона с титулярной диаконией церкви Сан-Никола-ин-Карчере, однако 26 июня 1988 года кардинал Бальтазар, не дожив 2 дней, до консистории — возложения кардинальской шляпы, внезапно скончался в Базеле, перед подготовкой к утренней мессе.

## Труды

### Книги
- Hans Urs von Balthasar. ..Discour du P.
- Hans Urs von Balthasar Bibliographie: 1925.1990. (Einsiedeln, Switzerland, 1990).
- Hans Urs von Balthasar Premio Internazionale Paolo VI 1984. (Brescia, 1984).
- Hans Urs von Balthasar First Glance at Adrienne von Speyr, translated by A. Lawry and S. Englund (San Francisco, 1968).
- Hans Urs von Balthasar My Work: In Retrospect (San Francisco, 1993); Our Task: A Report and a Plan, translated by John Saward (San Francisco, 1994).
- Бальтазар, Ганс Урс фон, кардинал. Размышления над Священным Писанием. Ты имеешь глаголы вечной жизни. — М.: Мысль, 1992. — 202 с.
- Бальтазар, Ханс Урс фон. Созерцательная молитва; [пер. с нем. В. Карцовник]. - М.: Ин-т философии, теологии и истории св. Фомы, 2004. - (Bibliotheca ignatiana. Богословие, духовность, наука).; ISBN 5-94242-007-6 (в пер.)
- Бальтазар, Ганс Урс фон, кардинал. Пасхальная тайна. Богословие трех дней. — М.: ББИ, 2006. — 271 с. ISBN 89647-116-5
- Бальтазар, Ганс Урс фон, кардинал. Богословие и музыка. Три речи о Моцарте. — М.: ББИ, 2006. — 280 с.
- Бальтазар, Ганс Урс фон, кардинал. Истина симфонична. Die Wahrheit ist symphonisch. — М.: Институт философии, теологии и истории Святого Фомы, 2009. — 152 с. ISBN 978-5-94242-032-1
- Бальтазар, Ганс Урс фон, кардинал. Теологика. Том 1. Истина мира. — М.: ББИ, 2013.
- Бальтазар, Ганс Урс фон, кардинал. Теологика. Том 2. Истина Бога. — М.: ББИ, 2018[4]
- Бальтазар, Ганс Урс фон, кардинал. Верую. Кто такой христианин? — М.: ББИ, 2009.
- Бальтазар, Ганс Урс фон, кардинал. Принципы христианской этики — М.: ББИ, 2007.
- Бальтазар Ганс Урс фон. Достойна веры лишь любовь. — М.: Теоэстетика, 2021. — ISBN 978-5-6046384-1-5.
- Бальтазар Ганс Урс фон. Слава Господа. Богословская эстетика. Том I: Созерцание формы. — М.: ББИ, 2019. — ISBN 978-5-89647-312-1.
- Бальтазар Ганс Урс фон. Слава Господа. Богословская эстетика. Том II: Сферы стилей. Часть 1: Клерикальные стили. — М.: ББИ, 2020. — ISBN 978-5-89647-381-7.
- Бальтазар Ганс Урс фон. Слава Господа. Богословская эстетика. Том II: Сферы стилей. Часть 2: Мирянские стили. — М.: ББИ, 2022. — ISBN 978-5-89647-402-9.

### Статьи
- Бальтазар, Ганс Урс фон, кардинал. Вселенская литургия. Преподобный Максим Исповедник. // Альфа и Омега. — № 14. — 1997.
- Бальтазар, Ганс Урс фон, кардинал. Вселенская литургия. Преподобный Максим Исповедник. (Продолжение) // Альфа и Омега. — № 16. — 1998.
- Бальтазар, Ганс Урс фон, кардинал. Вселенская Литургия. Преподобный Максим Исповедник (Окончание) // Альфа и Омега. — № 19. — 1999.
- Бальтазар, Ганс Урс фон, кардинал. Вселенская Литургия. Преподобный Максим Исповедник. // Альфа и Омега. — № 23. — 2000.
- Бальтазар, Ганс Урс фон, кардинал. Вселенская Литургия. Преподобный Максим Исповедник. // Альфа и Омега. — № 25. — 2000.
- Бальтазар, Ганс Урс фон, Все дороги ведут к кресту. // Символ. — № 7. — 1982.
- Бальтазар, Ганс Урс фон, Распятого же за ны… // Символ. — № 7. — 1982.
- Бальтазар, Ганс Урс фон, Святые — крест истории // Символ. — № 7. — 1982.
- Бальтазар, Ганс Урс фон, Суд // Символ. — № 5. — 1981.
- Бальтазар, Ганс Урс фон, Суды Божии в Откровении Иоанна Богослова // Символ. — № 16. — 1986.
- Бальтазар, Ганс Урс фон, Теология истории / М.2006
- Бальтазар, Ганс Урс фон, Сердце мира / М.2006